# Karma (Alicia Keys-dal)
A Karma Alicia Keys amerikai énekesnő negyedik, utolsó kislemeze második, The Diary of Alicia Keys című stúdióalbumáról. A dal a 20. helyig jutott az amerikai Billboard Hot 100 és a 17.-ikig a Hot R&B/Hip-Hop Songs slágerlistán, ezzel az album egyetlen kislemeze lett, ami egy Billboard-slágerlistán sem lett listavezető. Az USA-ban aranylemez.
A dalnak létezik egy mashupváltozata Stevie Wonder 1972-ben megjelent Superstitionjével, Karmastition címmel; a Go Home Productions készítette.

## Videóklip
A dal videóklipjét Chris Robinson és Alicia Keys rendezte, egyes részeit New Yorkban és a dominikai La Romanában forgatták. A 2005-ös MTV Video Music Awards díjátadón ez lett Keys második olyan klipje, amit jelöltek legjobb R&B videóklip kategóriában.

## Számlista
CD kislemez
1. Karma (Radio Edit)
2. Diary (Hani Mix)

CD kislemez (promó)
1. Karma (Album version)
2. Karma (Instrumental)

CD kislemez (promó)
1. Karma (Radio Edit)
2. Diary (Hani Mix)
3. Karma (Reggaeton Mix)
4. Karma (Club Mix)
5. Karma (videóklip)

12" maxi kislemez (Európa; promó)
1. Karma (Radio Edit) – 3:37
2. Heartburn (Album version) – 3:25
3. If I Ain’t Got You (Remix feat. Usher) – 3:50
4. Diary (Album version) – 4:44
5. Diary (Instrumental) – 4:44

12" maxi kislemez – The Reggaeton Mix (USA; promó)
1. Karma (Spanish version) – 3:32
2. Karma (Spanglish version) – 3:32
3. Karma (Spanish version) – 3:32
4. Karma (Spanglish version) – 3:32

## Helyezések
| Slágerlista (2005)                  | Legmagasabb helyezés |
| ----------------------------------- | -------------------- |
| Belga Ultratop 50 (Flandria)        | 40                   |
| Finn kislemezlista                  | 6                    |
| Holland Top 40                      | 27                   |
| Német kislemezlista                 | 62                   |
| Svájci kislemezlista                | 71                   |
| USA Billboard Hot 100               | 20                   |
| USA Billboard Hot R&B/Hip-Hop Songs | 17                   |
| USA Billboard Pop 100               | 7                    |
| US Billboard Hot Dance Airplay      | 25                   |